# Oxbridge
Oxbridge és el sobrenom amb què es coneix conjuntament a les universitats d'Oxford i Cambridge, les dues més antigues del Regne Unit i dels països anglòfons en general. S'usa per designar, sovint amb un to pejoratiu, els alumnes, classes socials o teories lligades a aquest món acadèmic. Juntament amb les facultats de Londres, forma l'anomenat triangle daurat universitari.